# Mistrovství Evropy v ledním hokeji 1926

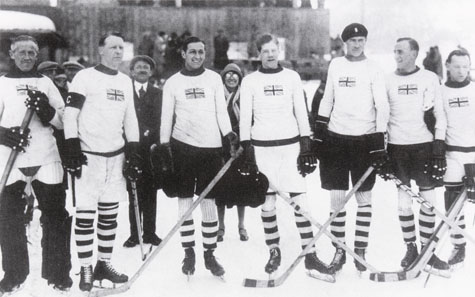
Britské hokejové mužstvo na ME 1926.

11. Mistrovství Evropy v ledním hokeji se konalo od 11. do 18. ledna v Davosu ve Švýcarsku. Jednalo se do té doby o nejdelší mistrovství Evropy, kterého se zúčastnil více než dvojnásobný počet týmů, než tomu bylo v předchozím roce. Reprezentační mužstva byla rozdělena do tří skupin po třech týmech. Posléze byla vytvořena čtyřčlenná finálová skupina, v níž se po dramatickém průběhu radovali z prvního titulu mistra Evropy domácí Švýcaři.

## Průběh
Vývoj ve dvou ze tří skupin byl překvapivý. Roli favorita splnili pouze českoslovenští hokejisté, kteří obhajovali titul a postoupili do finálové skupiny hladce. Zbylé dvě skupiny taktéž bez ztráty bodu vyhráli domácí Švýcaři a velmi nečekaně Rakušané vedení kanadským trenérem. Na zkušené hokejisty reprezentující Velkou Británii, Francouze a tradiční účastníky z Belgie zbyl potom boj o poslední postupové místo. Do finálové skupiny se prodrala Velká Británie, kterou však dvě utkání navíc stála příliš mnoho sil a skončila v ní beznadějně poslední. Zbylí účastníci finálové skupiny se porazili navzájem, čili měli všichni po čtyřech bodech. Turnaj se tedy prodloužil, protože se všechny tři týmy mezi sebou utkaly znovu. Jediná remíza na celém mistrovství rozhodla v posledním zápase o titulu pro domácí celek.
Československé mužstvo tentokrát díky dobrým podmínkám ohledně počasí přijelo po pečlivé přípravě v klubech. Na turnaji se především ve finálové skupině soustředilo na to, aby dalo první gól, a potom se snažilo udržet příznivý stav. O první část plánu se staral především nejlepší střelec Maleček a o druhou brankář Peka.

## Výsledky a tabulky skupin

### Skupina A
|    |           | TCH | BEL | ESP | V | R | P | Skóre | B |
| 1. | ČSR       | *** | 2:0 | 9:2 | 2 | 0 | 0 | 11:2  | 4 |
| 2. | Belgie    | 0:2 | *** | 5:0 | 1 | 0 | 1 | 5:2   | 2 |
| 3. | Španělsko | 2:9 | 0:5 | *** | 0 | 0 | 2 | 2:14  | 0 |

 Belgie –  Španělsko 	5:0 (4:0, 1:0)
11. ledna 1926 – Davos (Eissportstadion)

Branky a nahrávky Belgie: 1:0 François Franck (Roger Bureau), 2:0 André Poplimont (François Franck), 3:0 François Franck (André Poplimont), 4:0 Willy Kreitz, 5:0 Roger Bureau.

Rozhodčí: Jaroslav Řezáč (TCH) 
 Československo –  Belgie	2:0 (1:0, 1:0)
12. ledna 1926 (14:00) – Davos (Eissportstadion)

Branky Československa: 5. Josef Maleček, 30. Josef Maleček.

Rozhodčí: Jacques Dietrichstein (AUT)
ČSR: Jan Peka - Jaroslav Pušbauer, Jan Krásl - Valentin Loos, Jaroslav Jirkovský, Josef Maleček - Václav Doležal, Bohumil Steigenhöfer.
Belgie: Hector Chotteau - Roger Bureau, Francois Franck - André Poplimont, Willy Kreitz, Louis Franck - Charles Mulder, Albert Collon
 Československo –  Španělsko 	9:2 (3:0, 6:2)
13. ledna 1926 – Davos (Eissportstadion)

Branky Československa: 9. Valentin Loos, 11. Josef Maleček, 15. Josef Maleček, 4:0 24. Jaroslav Jirkovský, 25. Jaroslav Jirkovský, 33. Josef Maleček, 35. Josef Maleček, 39. Jaroslav Jirkovský, 40. Valentin Loos.

Branky Španělska: 4:1 24. Àngel Arche, 30. Edgar Neville.

Rozhodčí: Peter Müller (SUI)
ČSR: Jaroslav Pospíšil - Jaroslav Pušbauer, Jan Krásl - Josef Maleček, Valentin Loos, Jaroslav Jirkovský - Václav Doležal, Bohumil Steigenhöfer.
Španělsko: Aguilino Sobrino - Fernando Muguiro, Ricardo Arche - Edgar Neville, Àngel Arche, Carlos Muro - Isidorio Úceda

### Skupina B
|    |          | AUT | FRA | POL | V | R | P | Skóre | B |
| 1. | Rakousko | *** | 2:1 | 2:1 | 2 | 0 | 0 | 4:2   | 4 |
| 2. | Francie  | 1:2 | *** | 2:1 | 1 | 0 | 1 | 3:3   | 2 |
| 3. | Polsko   | 1:2 | 1:2 | *** | 0 | 0 | 2 | 2:4   | 0 |

 Rakousko –  Francie	2:1 (0:1, 2:0)	
12. ledna 1926 (10:00) – Davos (Eissportstadion)

Branky a nahrávky Rakouska: 1:1 Herbert Brück (Walter Brück), 2:1 Herbert Brück. 

Branky Francie: 0:1 2. Raoul Couvert.

Rozhodčí: Peter Müller (SUI)
Rakousko: Kurt Wollinger - Peregrin Spevak, Alexander Lebzelter - Walter Brück, Herbert Brück, Ulrich Lederer - Franz Bidla, Konrad Glatz.
Francie: Simon Bonnet - Philippe Payot, André Charlet - Jean-Joseph Monnard, Albert Hassler, Raoul Couvert - Ducrey, Henri Couttet.
- Utkání Rakousko – Francie bylo přeloženo z 11. na 12. ledna, protože Francie do dějiště dorazila až 11. ledna odpoledne.

 Francie –  Polsko 	2:1 (1:1, 1:0)
12. ledna 1926 – Davos (Eissportstadion)

Branky Francie: 1:0 Albert Hassler, 2:1 Albert Hassler.

Branka Polska: 1:1 3. Aleksander Tupalski.

Rozhodčí: André Poplimont (BEL)
 Rakousko –  Polsko 	2:1 (0:1, 2:0)
13. ledna 1926 – Davos (Eissportstadion)

Branky Rakouska: 1:1 Walter Brück, 2:1 Peregrin Spevak.

Branka Polska: 0:1 Aleksander Tupalski.

Rozhodčí: Paul Loicq (BEL)
Rakousko: Georg Stransky - Peregrin Spevak, Alexander Lebzelter - Walter Brück, Herbert Brück, Ulrich Lederer - Franz Bidla, Konrad Glatz.
Polsko: Edmund Czaplicki - Kazimierz Źebrowski, Aleksander Kowalski - Tadeusz Adamowski, Aleksander Tupalski, Andrzej Osiecimski - Lucjan Kulej.

### Skupina C
|    |                | SUI  | GBR | ITA  | V | R | P | Skóre | B |
| 1. | Švýcarsko      | ***  | 5:4 | 13:0 | 2 | 0 | 0 | 18:4  | 4 |
| 2. | Velká Británie | 4:5  | *** | 8:1  | 1 | 0 | 1 | 12:6  | 2 |
| 3. | Itálie         | 0:13 | 1:8 | ***  | 0 | 0 | 2 | 1:21  | 0 |

 Velká Británie –  Itálie	8:1 (4:0, 4:1)
11. ledna 1926 – Davos (Eissportstadion)

Branky Velké Británie: 1:0 Ross Cuthbert, 2:0 Ross Cuthbert, 3:0 Blaine Sexton, 4:0 Ross Cuthbert, 5:1 Blaine Sexton, 6:1 Gary Reid, 7:1 Ross Cuthbert, 8:1 Ross Cuthbert.

Branka Itálie: 4:1 Guido Botturi.

Rozhodčí: André Poplimont (BEL) 
Itálie: Enrico Calcaterra - Ambrogio Gobbi, Edoardo Piazza - Luigi Redaelli, Guido Botturi, Decio Trovati - Marco Urbano, Giuseppe Paulon.
 Švýcarsko –  Itálie	13:0 (7:0, 6:0)
12. ledna 1926 – Davos (Eissportstadion)

Branky Švýcarska: 1:0 Albert Geromini, 2:0 Heinrich Meng, 3:0 Fritz Kraatz, 4:0 Heinrich Meng, 5:0 Heinrich Meng, 6:0 Fritz Kraatz, 7:0 Albert Geromini, 8:0 Albert Geromini, 9:0 Heinrich Meng, 10:0 Heinrich Meng, 11:0 Louis Dufour, 12:0 Louis Dufour, 13:0 Louis Dufour.

Rozhodčí: Paul Loicq (BEL)
Švýcarsko: Charles Fasel - Albert Geromini, Fritz Kraatz - Louis Dufour, Heinrich Meng, Alexander Spengler - Jaques Besson, Peter Müller.
Itálie: Enrico Calcaterra - Ambrogio Gobbi, Edoardo Piazza - Luigi Redaelli, Guido Botturi, Decio Trovati - Marco Urbano, Giuseppe Paulon.
 Švýcarsko –  Velká Británie	5:4 (1:3, 2:0, 1:1 - 1:0pp)
13. ledna 1926 – Davos (Eissportstadion)

Branky a nahrávky Švýcarska: 1:0 Murezzan Andreossi, 2:3 Heinrich Meng, 3:3 Alexander Spengler, 4:3 Heinrich Meng, 5:4 Louis Dufour (Fritz Kraatz).

Branky Velké Británie: 1:1 Gary Ried, 1:2 Blaine Sexton, 1:3 Ross Cuthbert, 4:4 Blaine Sexton.

Rozhodčí: Paul Loicq (BEL)
Švýcarsko: Charles Fasel - Albert Geromini, Fritz Kraatz - Louis Dufour, Heinrich Meng, Alexander Spengler - Murezzan Andreossi, Giuseppe Penchi
Velká Británie: Peter Patton - Jeff Reid, Blaine Sexton - Gary Reid, Ross Cuthbert, Jack Murphy - Joe Cock

### Skupina o čtvrtého postupujícího do finálové skupiny
|    |                | GBR | FRA | BEL | V | R | P | Skóre | B |
| 1. | Velká Británie | *** | 3:1 | 5:0 | 2 | 0 | 0 | 8:1   | 4 |
| 2. | Francie        | 1:3 | *** | 1:0 | 1 | 0 | 1 | 2:3   | 2 |
| 3. | Belgie         | 0:5 | 0:1 | *** | 0 | 0 | 2 | 0:6   | 0 |

 Francie –  Belgie	1:0 (0:0, 1:0)
14. ledna 1926 – Davos (Eissportstadion)

Branka Francie: Albert Hassler.

Rozhodčí: Peter Müller (SUI)
 Belgie –  Velká Británie	0:5 (0:3, 0:2)
14. ledna 1926 – Davos (Eissportstadion)

Branky Velké Británie: 0:1 Ross Cuthbert, 0:2 Gary Reid, 0:3 Ross Cuthbert, 0:4 Ross Cuthbert, 0:5 Ross Cuthbert.

Rozhodčí: Peter Müller (SUI)
 Velká Británie –  Francie	3:1 (2:1, 1:0)
14. ledna 1926 – Davos (Eissportstadion)

Branky a nahrávky Velké Británie: 1:0 Blaine Sexton (A. Wallace Johnson), 2:0 Blaine Sexton, 3:1 Blaine Sexton.

Branka a nahrávka Francie: 2:1 16. Philippe Payot (Léonhard Quaglia).

Rozhodčí: Paul Loicq (BEL)

### Finále
|    |                | SUI | AUT | TCH | GBR | V | R | P | Skóre | B |
| 1. | Švýcarsko      | *** | 5:3 | 0:1 | 7:4 | 2 | 0 | 1 | 12:8  | 4 |
| 1. | Rakousko       | 3:5 | *** | 1:0 | 3:1 | 2 | 0 | 1 | 7:6   | 4 |
| 1. | ČSR            | 1:0 | 0:1 | *** | 2:1 | 2 | 0 | 1 | 3:2   | 4 |
| 4. | Velká Británie | 4:7 | 1:3 | 1:2 | *** | 0 | 0 | 3 | 6:12  | 0 |

 Švýcarsko –  Rakousko	5:3 (3:0, 2:3)
15. ledna 1926 – Davos (Eissportstadion)

Branky Švýcarska: 1:0 Louis Dufour, 2:0 Louis Dufour, 3:0 Heinrich Meng, 4:2 Heinrich Meng, 5:3 Louis Dufour.

Branky a nahrávky Rakouska: 3:1 Ulrich Lederer, 3:2 Ulrich Lederer (Herbert Brück), 4:3 Ulrich Lederer.

Rozhodčí: André Poplimont (BEL) 
Švýcarsko: Arnold Martignoni (po brance Ulricha Lederera na 3:2 vystřídal Charles Fasel, Martignoniho) - Albert Geromini, Fritz Kraatz - Louis Dufour, Heinrich Meng, Alexander Spengler - Murezzan Andreossi, Giuseppe Penchi.
Rakousko: Kurt Wollinger - Alexander Lebzelter, Peregrin Spevak - Walter Brück, Herbert Brück, Ulrich Lederer - Franz Bidla, Konrad Glatz.
 Československo –  Velká Británie	2:1 (1:0, 1:1)
15. ledna 1926 – Davos (Eissportstadion)

Branky a nahrávky Československa: 1:0 9. Josef Maleček (Jan Krásl), 2:0 21. Jaroslav Jirkovský.

Branka Velké Británie: 2:1 28. Blaine Sexton.

Rozhodčí: Paul Loicq (BEL)
ČSR:  Jan Peka - Jaroslav Pušbauer, Jan Krásl - Josef Maleček, Valentin Loos, Jaroslav Jirkovský - Václav Doležal, Bohumil Steigenhöfer.
 Rakousko –  Velká Británie	3:1 (1:1, 2:0)
16. ledna 1926 – Davos (Eissportstadion)

Branky a nahrávky Rakouska: 6. Ulrich Lederer, 25. Herbert Brück (Ulrich Lederer), 30. Peregrin Spevak.

Branky Velké Británie: 8. Blaine Sexton.

Rozhodčí: Peter Müller (SUI)
Rakousko: Georg Stransky - Alexander Lebzelter, Peregrin Spevak - Walter Brück, Herbert Brück, Ulrich Lederer - Franz Bidla, Konrad Glatz.
 Československo –  Švýcarsko	1:0 (1:0, 0:0)
16. ledna 1926 – Davos (Eissportstadion)

Branka a nahrávka Československa: 13. Josef Maleček (Jaroslav Jirkovský).

Rozhodčí: Paul Loicq (BEL)
ČSR:  Jan Peka - Josef Šroubek, Jaroslav Pušbauer - Valentin Loos, Jaroslav Jirkovský, Jan Krásl - Václav Doležal, Josef Maleček, Bohumil Steigenhöfer.
 Československo –  Rakousko	0:1 (0:0, 0:1)
17. ledna 1926 – Davos (Eissportstadion)

Branka Rakouska: 15. Ulrich Lederer.

Rozhodčí: André Poplimont (BEL)
ČSR: Jan Peka - Jaroslav Pušbauer, Jan Krásl -  Valentin Loos, Jaroslav Jirkovský, Josef Maleček - Bohumil Steigenhöfer.
Rakousko: Kurt Wollinger - Alexander Lebzelter, Peregrin Spevak - Walter Brück, Herbert Brück, Ulrich Lederer - Franz Bidla, Konrad Glatz.
 Švýcarsko –  Velká Británie	7:4 (3:2, 4:2)
17. ledna 1926 – Davos (Eissportstadion)

Branky Švýcarska: 1:0 Heinrich Meng, 2:1 Louis Dufour, 3:2 Heinrich Meng, 4:4 Albert Geromini, 5:4 Fritz Kraatz, 6:4 Louis Dufour, 7:4 Fritz Kraatz. 

Branky Velké Británie: 1:1 Ross Cuthbert, 2:2 Gary Ried, 3:3 Ross Cuthbert, 3:4 Hanki Millington.

Rozhodčí: Paul Loicq (BEL)
Švýcarsko: Arnold Martignoni - Albert Geromini, Fritz Kraatz - Louis Dufour, Heinrich Meng, Alexander Spengler - Murezzan Andreossi, Giuseppe Penchi.

### Opakované finále
|    |           | SUI | TCH | AUT | V | R | P | Skóre | B |
| 1. | Švýcarsko | *** | 3:1 | 2:2 | 1 | 1 | 0 | 5:3   | 3 |
| 2. | ČSR       | 1:3 | *** | 3:1 | 1 | 0 | 1 | 4:4   | 2 |
| 3. | Rakousko  | 2:2 | 1:3 | *** | 0 | 1 | 1 | 3:5   | 1 |

 Československo –  Švýcarsko	1:3 (0:0, 1:3)
18. ledna 1926 (11:00) – Davos (Eissportstadion)

Branka Československa: 30. Valentin Loos. 

Branky Švýcarska: 26. Fritz Kraatz, 32. Louis Dufour, 35. Louis Dufour.

Rozhodčí: André Poplimont (BEL) 
ČSR:  Jan Peka - Josef Šroubek, Jaroslav Pušbauer - Valentin Loos, Jaroslav Jirkovský, Jan Krásl - Václav Doležal, Josef Maleček, Bohumil Steigenhöfer.
Švýcarsko: Arnold Martignoni - Albert Geromini, Fritz Kraatz - Louis Dufour, Heinrich Meng, Murezzan Andreossi - Anton Morosani, Jaques Besson.
 Československo –  Rakousko	3:1 (0:0, 3:1)
18. ledna 1926 (14:30) – Davos (Eissportstadion)

Branky a nahrávky Československa: 22. Jaroslav Jirkovský (Jan Krásl), 30. Jaroslav Jirkovský (Josef Maleček), 36. Josef Maleček. 

Branka Rakouska: 37. Ulrich Lederer.

Rozhodčí: Paul Loicq (BEL)
ČSR:  Jan Peka - Josef Šroubek, Jaroslav Pušbauer - Valentin Loos, Jaroslav Jirkovský, Josef Maleček - Václav Doležal, Jan Krásl, Bohumil Steigenhöfer.
Rakousko: Georg Stransky - Alexander Lebzelter, Peregrin Spevak - Walter Brück, Herbert Brück, Ulrich Lederer - Franz Bidla, Konrad Glatz.
 Švýcarsko –  Rakousko	2:2 (1:1, 1:1)
19. ledna 1926 (11:00) – Davos (Eissportstadion)

Branky a nahrávky Švýcarska: 5. Heinrich Meng, 23. Heinrich Meng (Albert Geromini).

Branky a nahrávky Rakouska: 12. Ulrich Lederer, 27. Walter Brück (Herbert Brück).

Rozhodčí: Ross Cuthbert (GBR)
Rakousko: Georg Stransky - Peregrin Spevak, Alexander Lebzelter - Walter Brück, Herbert Brück, Ulrich Lederer - Franz Bidla, Konrad Glatz.

### O 6. místo
Belgie -  Polsko 1:3 (1:2, 0:1)
17. ledna 1926 – Davos (Eissportstadion)

Branka Belgie: van Reysschoot.

Branky Polska: Kazimierz Źebrowski, Tadeusz Adamowski, Aleksander Tupalski.

### Soutěž útěchy
|    |           | POL | ITA | ESP | V | R | P | Skóre | B |
| 1. | Polsko    | *** | 3:1 | 4:1 | 2 | 0 | 0 | 7:2   | 4 |
| 2. | Itálie    | 1:3 | *** | 2:2 | 0 | 1 | 1 | 3:5   | 1 |
| 3. | Španělsko | 1:4 | 2:2 | *** | 0 | 1 | 1 | 3:6   | 1 |

 Polsko –  Itálie 	3:1 (0:0, 3:1)
14. ledna 1926 – Davos (Eissportstadion)

Branky Polska: Tadeusz Adamowski, Lucjan Kuley, Andrzej Osiecimski.

Branky Itálie: Giuseppe Paulon, Edoardo Piazza.
 Polsko –  Španělsko 	4:1 (2:1, 2:0)
16. ledna 1926 – Davos (Eissportstadion)

Branky Polska: Aleksander Tupalski 2, Tadeusz Adamowski, Aleksander Kowalski.

Branka Španělska: ???
 Itálie –  Španělsko 	2:2 (1:2, 1:0)
14. ledna 1926 – Davos (Eissportstadion)

Branky Itálie:  Edoardo Piazza, Marco Urbano. 

Branky Španělska: Ricardo Arche 2.

## Soupisky
1.  Švýcarsko

Brankáři: Charles Fasel, Arnold Martignoni.

Obránci: Fritz Kraatz, Albert Geromini.

Útočníci: Louis Dufour, Heinrich Meng, Anton Morosani, Jaques Besson, Peter Müller, Giuseppe Penchi, Alexander Spengler, Murezzan Andreossi, 
2.  Československo

Brankáři: Jan Peka, Jaroslav Pospíšil.

Obránci: Josef Šroubek, Jaroslav Pušbauer, Valentin Loos.

Útočníci: Jaroslav Jirkovský, Josef Maleček, Jan Krásl, Václav Doležal, Bohumil Steigenhöfer.
3.  Rakousko

Brankář: Kurt Wollinger, Georg Stransky.

Obránci: Peregrin Spevak, Alexander Lebzelter, Konrad Glatz.

Útočníci: Walter Brück, Herbert Brück, Ulrich Lederer, Franz Bidla, Alfred Revi.
4.  Velká Británie

Brankář: Peter Patton.

Obránci: Blaine Sexton, Jeff Reid, Hanki Millington.

Útočníci: Ross Cuthbert, Jack Murphy, Neville Melland, Joe Cock, Gary Reid, A. Wallace Johnson.
5.  Francie

Brankář: Simon Bonnet.

Obránci: Alfred de Rauch, André Charlet, Philippe Payot.

Útočníci: Jean-Joseph Monnard, Albert Hassler, Léonhard Quaglia, Hubert Grunwald, Raoul Couvert, Henri Couttet.
6.  Polsko

Brankář: Edmund Czaplicki.

Obránci: Aleksander Kowalski, Kazimierz Źebrowski, Lucjan Kulej.

Útočníci: Tadeusz Adamowski,  Aleksander Tupalski, Wlodzimierz Krygier, Aleksander Sluczanowski, Andrzej Osiecimski.
7.  Belgie

Brankář: Hector Chotteau.

Obránci: Francois Franck, Roger Bureau, Gaston Van Volxem, Philippe Van Volckxom

Útočníci: Albert Collon, Willy Kreitz, André Poplimont, Louis Franck, Pierre van Reysschoot, Jacques van Reysschoot, Charles Mulder, Charles van den Driessche, Louis de Ridder.
8.  Itálie

Brankář: Enrico Calcaterra.

Obránci:  Ambrogio Gobbi, Edoardo Piazza.

Útočníci: Luigi Radaelli, Guido Botturi, Decio Trovati, Giuseppe Paulon, Marco Urbano.
9.  Španělsko

Brankář: Aguilino Sobrino, Pedro Rivas.

Obránci: Juan Arche, Ricardo Arche, Fernando Merguiro, Santiago, Descluée.

Útočníci: Àngel Arche, Edgar Neville, Baltasar Hidaldgo, Isidorio Úceda, Carlos Muro, Quintanta. 

## Konečné pořadí
| Pořadí           | Tým            |
| ---------------- | -------------- |
| Zlatá medaile    | Švýcarsko      |
| Stříbrná medaile | Československo |
| Bronzová medaile | Rakousko       |
| 4.               | Velká Británie |
| 5.               | Francie        |
| 6.               | Polsko         |
| 7.               | Belgie         |
| 8.               | Itálie         |
| 9.               | Španělsko      |